# ناصر بن ناصر النصيري
ناصر بن ناصر النصيري، هو سياسي يمني من مواليد محافظة ذمار عام 1948م، الأمين العام لحزب الجبهة الوطنية الديمقراطية عضو المجلس السياسي الأعلى. 

## وفاته
توفي في العاصمة صنعاء فجر يوم الثلاثاء الموافق 9 أبريل 2019 جراء مرض عضال الم به الذي كان يستدعي نقله للخارج وامتنعت الأمم المتحدة وتخاذلت عن تأمين نقله لتلقي العلاج رغم المناشدات الكثيرة الموجهة لها ووضعها أمام مسئولياتها الإنسانية دون جدوى .

## الوظائف والاعمال السياسية التي تولاها
- عضو المجلس السياسي الأعلى
- الامين العام الجبهة الديمقراطية
- عضو مجلس الدفاع الوطني[2]
- الامين العام لاحزاب التحالف الوطني الديمقراطي
- رئيس احزاب المجلس الوطني للمعارضة
- عضو مؤتمر الحوار الوطني الشامل ( فريق القضية الجنوبية )[3]
- عضو الوفد الوطني صنعاء لمشاورات جينيف 1 [4]